# Değirmenciuşağı, Feke
Değirmenciuşağı là một xã thuộc huyện Feke, tỉnh Adana, Thổ Nhĩ Kỳ. Dân số thời điểm năm 2009 là 121 người.